# 琉球日産グループ
琉球日産グループ（りゅうきゅうにっさんグループ）とは、琉球日産自動車を中心とする企業グループである。
地場独立資本のディーラーである。
2010年よりグループ会社を含めた持株会社制度に移行している。

## 関連会社
- 琉球日産自動車
- 日産レンタリース沖縄、Club Car
- アイランドリゾート開発
- 日産カーメイク沖縄
- 日産部品沖縄販売
- モトーレン沖縄(BMW正規ディーラー。2010年4月にグループ入り)